# 杯殖杯殖吸虫
杯殖杯殖吸虫（学名：Calicophoron calicophorum）为同盘科杯殖属的动物。

## 分佈
分布于日本、印度、印度尼西亚、斯里兰卡、新西兰、欧洲、俄罗斯、刚果、澳大利亚以及中国大陆的福建、浙江、四川、云南等地，营寄生生活，终末宿主黄牛、水牛、绵羊、黑斑羚、麋羚、斑马以及寄生于瘤胃。

## 外部連結
- 維基物種上的相關：杯殖杯殖吸虫